# Stade Paul Biya
Das Stade Paul Biya (voller Name: Stade omnisport Paul Biya, auch als Stade d'Olembé bekannt) ist ein Fußballstadion mit Leichtathletikanlage im Quartier Olembé, im Nordwesten der kamerunischen Hauptstadt Yaoundé in der Region Centre. Benannt ist die Sportstätte nach Staatspräsident Paul Biya, der seit 1982 im Amt ist.

## Geschichte
Die Anlage wurde als Multikomplex gebaut. Zum Stadionkomplex gehört auch u. a. ein Schwimmbecken mit olympischen Maßen, ein Einkaufszentrum, ein 5-Sterne-Hotel, ein Museum, ein Kino und zwei angeschlossene Nebenplätze mit je 1000 Plätzen. Damit soll die Hauptstadt auch an Bedeutung als Wirtschaftsstandort gewinnen, der historisch die Hafenstadt Douala ist.
Die Eröffnung des Stadions war zum Afrika-Cup 2019 geplant. Durch Verzögerungen beim Bau der Infrastruktur im Land entschied der afrikanische Fußballverband CAF, das Turnier nach Ägypten zu verlegen und den nachfolgenden Afrika-Cup 2021 in Kamerun zu spielen. Dieser wurde durch die COVID-19-Pandemie auf 2022 verlegt. Sowohl das Eröffnungsspiel des Turniers als auch das Endspiel werden im Stade Paul Biya, dem größten Stadion Kameruns, stattfinden. Die erste offizielle Partie war das Qualifikationsspiel zur Fußball-Weltmeisterschaft 2022 zwischen Kamerun und Malawi am 3. September 2021, das der Gastgeber mit 2:0 durch Tore von Vincent Aboubakar und Michael Ngadeu-Ngadjui gewinnen konnte.
Am 24. Januar 2022 kam es vor dem Achtelfinale des Afrika-Cup zwischen Kamerun und den Komoren zu einer Massenpanik. Der Auslöser waren 50.000 Menschen, die versucht haben, am südlichen Eingang in das Stadion zu gelangen. Aufgrund der Corona-Vorgaben durften nur 80 Prozent der Plätze (48.000) besetzt werden. Es sollen mindestens acht Menschen ums Leben gekommen sein. Bis zu 50 weitere wurden schwer verletzt und wurden in umliegende Krankenhäuser gebracht. Wie der Präsident der afrikanischen Fußball-Konföderation CAF, Patrice Motsepe, bekanntgab, soll ein (vermutlich) verschlossenes Eingangstor das Unglück ausgelöst haben. Vor den weiteren Partien des Turniers wird es eine Schweigeminute in Gedenken an die Opfer geben.

## Spiele des Afrika-Cup 2022
Geplant waren neun Partien der Kontinentalmeisterschaft im Stade Paul Biya. Nach der Massenpanik wurde das am 30. Januar angesetzte Viertelfinalspiel in das Stade Ahmadou Ahidjo verlegt.
- 09. Jan. 2022, 17:00 Uhr, Gruppe A:  Kamerun –  Burkina Faso 2:1 (2:1)
- 09. Jan. 2022, 20:00 Uhr, Gruppe A:  Äthiopien –  Kap Verde 0:1 (0:1)
- 13. Jan. 2022, 17:00 Uhr, Gruppe A:  Kamerun –  Äthiopien 4:1 (1:1)
- 13. Jan. 2022, 20:00 Uhr, Gruppe A:  Kap Verde –  Burkina Faso 0:1 (0:1)
- 17. Jan. 2022, 17:00 Uhr, Gruppe A:  Kap Verde –  Kamerun 1:1 (0:1)
- 24. Jan. 2022, 20:00 Uhr, Achtelfinale:  Kamerun –  Komoren 2:1 (1:0)
- 03. Feb. 2022, 20:00 Uhr, Halbfinale:  Kamerun –  Ägypten 0:0 n. V., 1:3 i. E.
- 06. Feb. 2022, 20:00 Uhr, Endspiel:  Senegal –  Ägypten 0:0 n. V., 4:2 i. E.

## Galerie

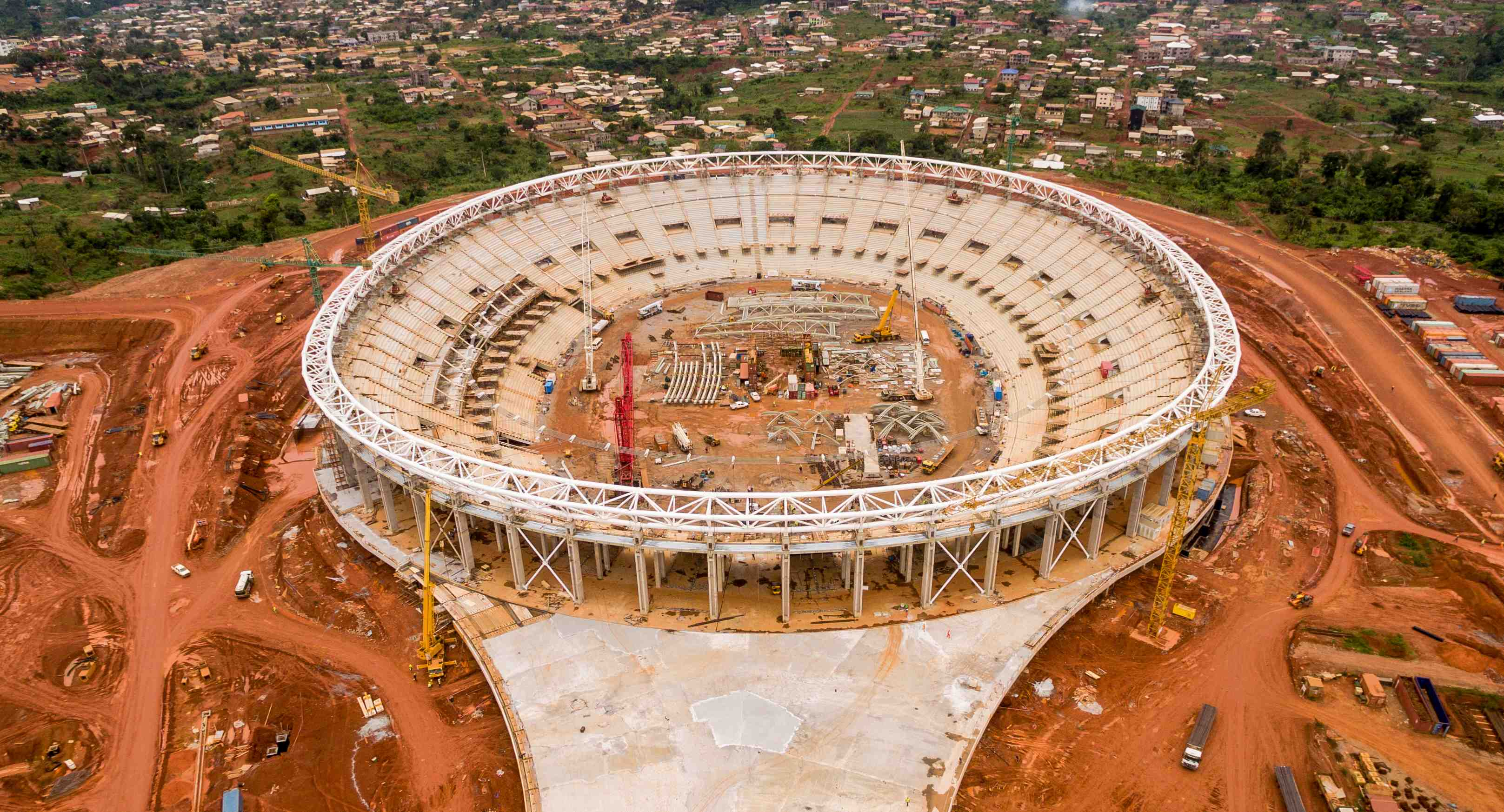
Die Baustelle im Oktober 2018
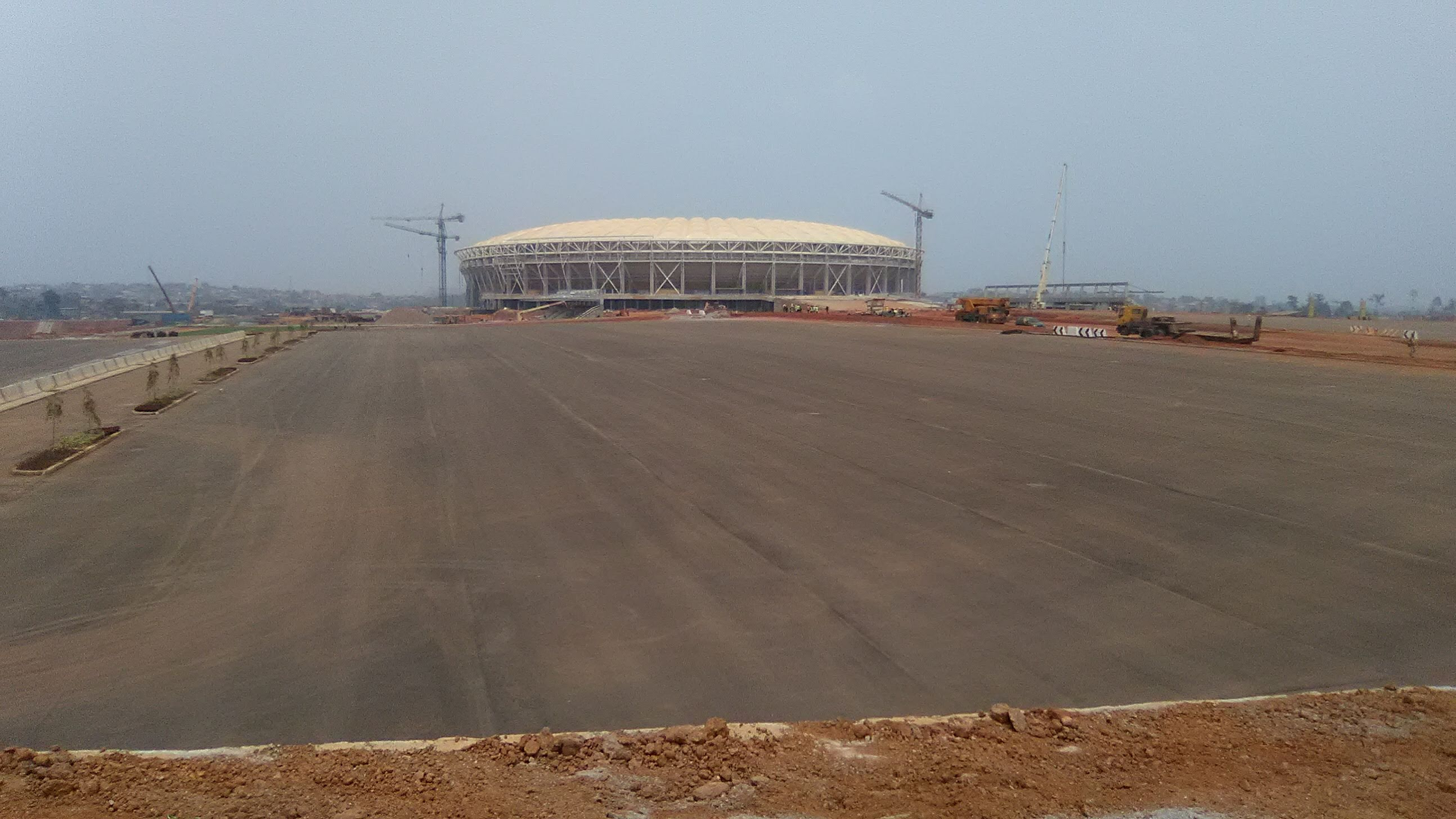
März 2019